# Allodiopsis domestica
Allodiopsis domestica är en tvåvingeart som först beskrevs av Johann Wilhelm Meigen 1830.  Allodiopsis domestica ingår i släktet Allodiopsis, och familjen svampmyggor. Arten är reproducerande i Sverige.